# Хатаке Какаші
Хата́ке Кака́ші (яп. はたけ カカシ Хатаке Какаші) — один із головних персонажів манґи «Наруто», створеної і намальованої манґакою Кішімото Масаші та знятого по ній аніме-серіалу. Він є сенсеєм (наставником) команди № 7, яка складається з нього, Наруто Узумакі, Саске Учіхи та Сакури Харуно. Вперше Какаші з'являється у 3-й главі манґи.
Крім манґи та аніме, Какаші з'являється і в інших творах, що відносяться до світу «Наруто», включаючи три анімаційні фільми, чотири OVA та деякі відеоігри.
Згідно з сюжетом, Какаші один з наймогутніших ніндзя Конохи, відомий як Копіюючий ніндзя через здатність копіювати техніки супротивника. Спокійний, стриманий, Какаші Хатаке став сенсеєм команди № 7, навчивши членів цієї команди найкращих технік, які знав сам. Його особистість привертає увагу загадковістю, а також неймовірною відданістю друзям, які давно загинули. Цю рису Какаші передає своїм учням, створивши не тільки сильну команду, а й вірний один одному колектив. Розкривається і його минуле: останні 6 розділів першої частини манґи містять відгалуження сюжету, що розповідає про дитинство та юність Какаші. 

## Історія створення
Спочатку Кішімото планував ввести цього персонажа в розповідь раніше, ще до того як зʼявились решта учасників команди №7 — Наруто, Сакура і Саске. У стартовій версії Какаші був задуманий як досвідчений ніндзя, що демонструє байдужість до всього, що відбувається. Особливістю його мови був ввічливий японський оборот «де годзару» (яп. で御座る), яким Какаші завершував свої фрази. Однак після розмови з редактором, Кішімото відклав появу Какаші в манзі і дещо змінив концепцію персонажа. Незважаючи на зміни, Какаші в остаточній версії зберіг багато первісних рис характеру: він спокійний, байдужий до дій оточуючих і взагалі здається напівсонним. Кішімото вважає, що такий характер робить Какаші безперечним лідером, який об'єднує команду № 7, члени якої мають зовсім різні здібності та прагнення. Оскільки Какаші грає роль сполучної ланки між головними героями, у рекламних матеріалах його рідко зображають на першому плані: там зазвичай містяться його учні, а сам Какаші служить їм фоном.
Кішімото перебрав кілька варіантів імені для Какаші. Серед них були Куха (クワ, «мотика»), Кама (カマ, «серп»), Бутон (ボタン, «півонія»), Енокі (エノキ, «кам'яне дерево») і Какаші (カカシ, «опудало»). Зрештою Кішімото зупинився на останньому, і, за його словами, не шкодує про це. Значення імені Какаші обігрується в манзі та аніме: іноді для того, щоб представляти Какаші, використовується опудало. Так, Наруто готується до тренувального бою зі своїм учителем, використовуючи опудало в одязі Какаші. Іноді опудала з'являються як фон для сцен за участю Какаші, наприклад, на обкладинці третього тому манґи.

## Опис персонажа

### Дитинство

Команда Четвертого хокаґе: Рін, Обіто Учіха та Какаші Хатаке в дитинстві

Минуле Какаші відкривається тільки наприкінці першої манґи. Читачі із шести розділів, відомих під загальною назвою Какаші ґайден, дізнаються про дитинство та юність персонажа. З'ясовується, що батьком Какаші є Сакумо Хатаке, відомий як «Біле Ікло Схованого листя», один з наймогутніших шинобі Конохи, який за силою прирівнювався до Трьох легендарних ніндзя. Схожість батька і сина помічали всі, Какаші, як і Сакумо, носить пов'язку на обличчі, що закриває нижню частину його лиця. Батько Какаші провалив дуже важливу місію, щоб врятувати товаришів по команді. Наслідки невдалої місії виявилися для селища настільки серйозними, що Сакумо Хатаке, не витримавши тиску односельців, у тому числі і врятованих товаришів, наклав на себе руки. Сам Какаші, бажаючи уникнути ситуації, яка спіткала його батька, на завданнях суворо і невблаганно дотримувався всіх приписів ніндзя, особливо тому, в якому говорилося, що вдале виконання місії важливіше за життя товаришів.
Пізніше Какаші став лідером команди ніндзя, в якій окрім нього були Обіто Учіха та Рін, а їх учителем став Мінато Намікадзе. Какаші закінчив Академію ніндзя у віці п'яти років, став чуніном, здолавши Майто Гая, у 6 років. Найвищого рівня — джонін — Какаші досягнув у 13 років. Це відбулося через Третю світову війну шинобі, де була потрібна велика кількість ніндзя. Незабаром після Академії команда Какаші вирушила на завдання, виконання якого змінило б хід війни, що йшла на той час, у вигідну для Конохи сторону. Під час виконання місії Рін була схоплена ворогами. Какаші вирішив залишити її в полоні і довести місію до успішного завершення, але Обіто відмовився підкоритися цьому наказу і вирушив рятувати Рін наодинці, заявивши, що батько Какаші, який врятував своїх товаришів ціною проваленого завдання, вчинив правильно. Після деяких вагань Какаші вирушив слідом за Обіто, наздогнав напарника і допоміг йому подолати ворожого ніндзя, втративши в сутичці своє ліве око. Розчулений і натхненний вчинком Какаші, Обіто вперше активував приховану силу своїх очей — шарінґан, і разом вони перемогли супротивника. Але, вже врятувавши Рін і готуючись повернутися назад, команда Какаші потрапила під обвал, викликаний ворогами, і Обіто був притиснутий каменем. Не зумівши звільнитися, Обіто переконав друзів тікати без нього, і як прощальний подарунок попросив Рін, яка була медиком команди, пересадити Какаші замість втраченого ока своє власне ліве око. Залишивши Обіто гинути під обвалом, Какаші разом з Рін зумів вдало завершити місію, але все життя шкодував про смерть друга.

### Характер

Команда № 7. Зліва направо: Саске Учіха, Сакура Харуно, Наруто Узумакі та їхній сенсей Какаші Хатаке

Після загибелі друга Какаші сильно змінився і набув деякі риси характеру та погляди на світ, властиві його колишньому напарнику. Він поповнив лави АНБУ, через якийсь час став капітаном команди. Особливу увагу він почав приділяти взаємодопомозі та роботі в команді. Перед тим, як створити команду № 7, Какаші пропонує Наруто, Саске і Сакурі завдання, яке полягає в тому, щоб забрати у нього два дзвіночки. Юні та недосвідчені ніндзя здатні пройти цей тест лише завдяки командній роботі, не думаючи про те, що комусь одному дзвіночок не дістанеться. Протягом усієї 1-ї частини манґи Какаші продовжує наполягати на необхідності командної роботи, особливо намагаючись переконати в цьому Саске Учіху, який через своє бажання стати сильнішим поступово відходить від своїх напарників. Хоча Какаші часто нагадує Саске про важливість роботи в команді і намагається показати, що силу можна знайти і в дружбі, йому не вдається достукатися до Саске, який зрештою покидає Коноху.
Про своє особисте життя Какаші учням нічого не розповідає, стверджуючи лише, що він має заняття і мрії, про які їм знати непотрібно. Крім того, він повідомляє, що всі дорогі йому люди вже мертві. Відомо, що Какаші у вільний час часто приходить до пам'ятника, де вигравіровано імена загиблих ніндзя, зокрема ім'я Обіто Учіхи. Перебуваючи там, він втрачає почуття часу й у результаті постійно спізнюється (ще одна риса, запозичена у Обіто). Нижню половину обличчя Какаші з дитинства прикриває маскою, тому його зовнішність залишається загадкою. Виходячи з 101-ї серії аніме, присвяченій спробам команди № 7 дізнатися, що ж Какаші приховує під маскою, можна припустити, що він дуже привабливий: його зовнішність зачаровує двох працівників бару «Ічіраку Рамен» (чоловіка та жінку), коли він на деякий час знімає маску, щоб поїсти. Крім цього, в третій офіційній енциклопедії по світу «Наруто» є епізод, де вісім собак, яких здатний викликати Какаші, намагаються пригадати, як виглядає їх господар, причому кожен описує його обличчя по-різному. Коли ж вони приходять до згоди з приводу зовнішності Какаші, то розуміють, що опис, що вийшов, є абсолютно невірним. Пізніше з'ясовується, що Какаші є копією свого батька, який був легендарним воїном «Білим Іклом».
Улюбленою розвагою Какаші, яку він не вважає за потрібне приховувати навіть від своїх учнів, є читання серії популярних у світі «Наруто» еротичних романів під назвою «Райські ігри» (яп. イチャイチャパラダイ Ітя-ітя парадайсу), автором яких, згідно з сюжетом, є «збочений відлюдник» Джирая. Масаші Кішімото, щодо конкретного змісту цих книг, заявив, що основна маса читачів «Наруто» недостатньо доросла, щоб розкрити такі подробиці. Какаші зазвичай читає одну із книг, коли навколишнє оточення не вимагає від нього повного зосередження, наприклад, під час перших тренувань та розмов з командою № 7. Знаючи про пристрасть свого вчителя, Наруто одного разу на тренуванні погрожував розповісти тому кінцівку останньої книги і таким чином зіпсувати читання. Какаші був змушений поспішно заплющити очі і заткнути вуха, щоб не дізнатися кінцівку раніше, через що залишився беззахисним.

### Здібності та техніки

Шарінґан Какаші

Основою практично всіх здібностей Какаші є око-шарінґан, отримане від Обіто. Коли його одне око придавило великим каменем на завданні, він віддав Какаші друге око, бо вижити у нього не було шансів. Однак він вижив за допомогою Мадари, який врятував його. Шарінґан дає своєму власнику перевагу в бою, дозволяючи копіювати рухи і дзюцу (техніки) супротивника і обертати їх проти нього. За допомогою шарінґана Какаші зміг скопіювати і запам'ятати більше тисячі технік, отримавши прізвисько «Копіюючий ніндзя Какаші» (яп. コピー 닌자 카 Копі: ніндзя но Какаші). Через те, що Какаші не є спадкоємцем клану Учіха, його тіло не може протягом тривалого часу використовувати силу шарінґана, який до того ж постійно перебуває в активному стані. У мирний час Какаші змушений закривати його пов'язкою, щоб не витрачати сили. На час подій, що описуються у 2-й частині манґи, Какаші невідомим чином розвиває вдосконалену версію шарінґана — Манґекьо Шарінґан, що дає власнику можливість використовувати техніку «Камуї» (яп. 神威, «влада бога»), яка, будучи спрямована на будь-який предмет,  відправляє їх у інший вимір. Ця техніка йому дуже допомогла в бою проти Обіто та Мадари. Але після використання цієї техніки Какаші потребує тривалого відновлення, і тому уникає її використання, окрім випадків крайньої необхідності.
Незважаючи на те, що практично всі свої прийоми Какаші вивчив завдяки шарінґану, він має дві власні техніки. Так, в юності він придумав дзюцу «Лезо блискавки» (яп. 雷切 Райкірі), скупчення чакри (енергії) в долоні, яка перетворюється на електрику. Кидаючись на ворога і пронизуючи його «Лезом блискавки», Какаші здатний вбити людину з одного удару. Цієї техніки він навчив Саске, яку він називає «чидорі». Але оскільки під час використання цієї техніки спостерігалося різке звуження поля зору, що дозволяло ворогові контратакувати, Какаші було ефективно застосовувати «Лезо блискавки» до того часу, доки получив шарінґан. У 2-й частині манґи Какаші демонструє й інші дзюцу, засновані на використанні блискавки, наприклад, створення власного клону, здатного паралізувати людей, які до нього доторкаються.  Другою унікальною його здатністю є можливість закликати зграю з восьми собак (яп. 忍犬 Нінкен), які вміють розмовляти і мають відмінну навичку стеження. Імовірно, Какаші дбав про них з давніх-давен, коли вони ще були цуценятами.  Собак він використовує, щоб відстежувати супротивників чи утримувати їх у одному місці до свого прибуття. Оскільки Какаші — досвідчений ніндзя, здатний використовувати найрізноманітніші техніки, він був кандидатом на посаду шостого хокаґе (голови селища). Згодом цю кандидатуру підтримали глави й інших селищ.

## Короткий огляд сюжету
Основна роль Какаші полягає в тому, що він навчає членів команди № 7 мистецтву ніндзя та супроводжує їх на завдання. Він був першою людиною, яка помітила колосальні приховані можливості Наруто, розуміючи, що одного разу він може перевершити вчителя. Протягом 1-ї частини манґи Какаші виявляє особливий інтерес до Саске Учіхи, якого тренує окремо, намагаючись відштовхнути його від Орочімару, ворога Конохи. Він навчає Саске техніки «Лезо блискавки» і пояснює, що ця сильна техніка не повинна бути використана проти друзів і для будь-яких особистих цілей. Проте зусилля Какаші марні: наприкінці 1-ї частини Саске залишає Коноху, вирушаючи до Орочімару. Наруто і Сакура теж залишають Какаші, йдучи до інших наставників: таким чином шляхи всіх членів команди № 7 розходяться.
У 2-й частині, через два з половиною роки після описаних подій, Какаші відновлює команду № 7: до неї входять Сай, Ямато, Наруто і Сакура які, більше не є його учнями та діють з ним нарівні. З новою командою Какаші намагається знайти і повернути Саске, але ці спроби так і не увінчуються успіхом. Оскільки колишні учні Какаші стають більш досвідченими і можуть самі про себе подбати, він починає брати все активнішу участь у битвах з ворогами, особливо з кримінальною організацією під назвою Акацукі. Коли Пейн, лідер Акацукі, вторгається в Коноху, Какаші вступає з ним у бій. Однак Пейну вдається взяти вгору. Какаші використовує Камуї, щоб врятувати Тедзіро, і витрачає всі залишки чакри, знаючи, що помре. Між загробним і реальним світом Какаші зустрічається з батьком і прощає його: той прийняв найкраще рішення в обставинах, що склалися, і зробив це для того, щоб захистити жителів села, тому Какаші ним пишається. Однак потім Нагато повертає його до життя. Через вторгнення Пейна, Коноха втрачає імператора: Хокаґе лежить у комі. У селі наростає хаос, над ним та іншими селищами нависає загроза світової війни. Какаші, обраний членом альянсу п'яти військ ніндзя, ледь не стає шостим Хокаґе, проте, перед його офіційним призначенням Цунаде приходить до тями. Під час Четвертої світової війни шинобі бився з воскресшим Дзабузою та здолав його. Трохи пізніше, разом із Ґаєм, прибуває на допомогу Наруто та Кіллеру Бі, проти Тобі та воскрешених джинчюрикі. Після перемоги над Каґуєю і закінчення війни Какаші став шостим Хокаґе. Через кілька років подав у відставку, його наступником на цій посаді став Наруто Узумакі.

## Відгуки критиків
Серед відгуків рецензентів про Какаші зустрічаються як позитивні, так і негативні. Критично налаштовані глядачі стверджують, що Какаші є стереотипно-загадковим і таємничим персонажем, які дуже часто зустрічаються в шьонен-манзі. З іншого боку, зазначається, що завдяки деяким рисам його характеру він чи не найцікавіший герой манґи. В офіційних рейтингах популярності журналу «Shonen Jump» Какаші щоразу опинявся в п'ятірці найпопулярніших персонажів, кілька разів посідаючи перше місце.